# Myre (Øksnes)
Myre ist ein Fischereiort und Tettsted in Norwegen und liegt im Nordwesten der Insel Langøya in der Region Vesterålen. Der Ort ist Verwaltungssitz der Kommune Øksnes in der Provinz (Fylke) Nordland. Myre hat 2232 Einwohner (Stand: 1. Januar 2024).

## Wirtschaft
Myre verfügt über einen in der Region bedeutenden Fischereihafen mit fischverarbeitender Industrie, deren Hauptprodukt tiefgefrorene Fischfilets sind. Daneben stellen auch noch die Produktion von Fischfutter sowie vorwiegend auf die Seefahrt spezialisierte Werkstattbetriebe wichtige Wirtschaftszweige dar. Auch die Bedeutung des Tourismus hat in den vergangenen Jahren zugenommen. Nördlich von Myre liegen die touristisch beliebten Fischerdörfer Nyksund und Stø, welche auf dem Landweg nur über Myre erreicht werden können.
In Myre erscheint wöchentlich die lokale Zeitung Øksnesavisa, welche 1993 gegründet wurde.

## Geschichte
In den 1940er Jahren hatte Myre nur etwa 200 Einwohner. Damals lag der Verwaltungssitz der Kommune Øksnes noch auf der Insel Skogsøya im namensgebenden Ort Øksnes. Größere Bedeutung erlangte Myre erst nach dem Zweiten Weltkrieg, nicht zuletzt wegen einer Zuwanderung von Fischern aus dem weiter nördlich gelegenen Nyksund sowie der benachbarten Insel Skogsøya. Im Jahr 1964 wurde Myre Verwaltungszentrum von Øksnes, nachdem die zuvor 45 Jahre lang getrennten Kommunen Øksnes und Langenes wieder zusammengelegt wurden.
Nördlich des Ortskerns befindet sich die Myre Kirke, eine im Jahr 1979 nach den Entwürfen des Architekten Arne Aursand aus Beton erbaute Kirche.

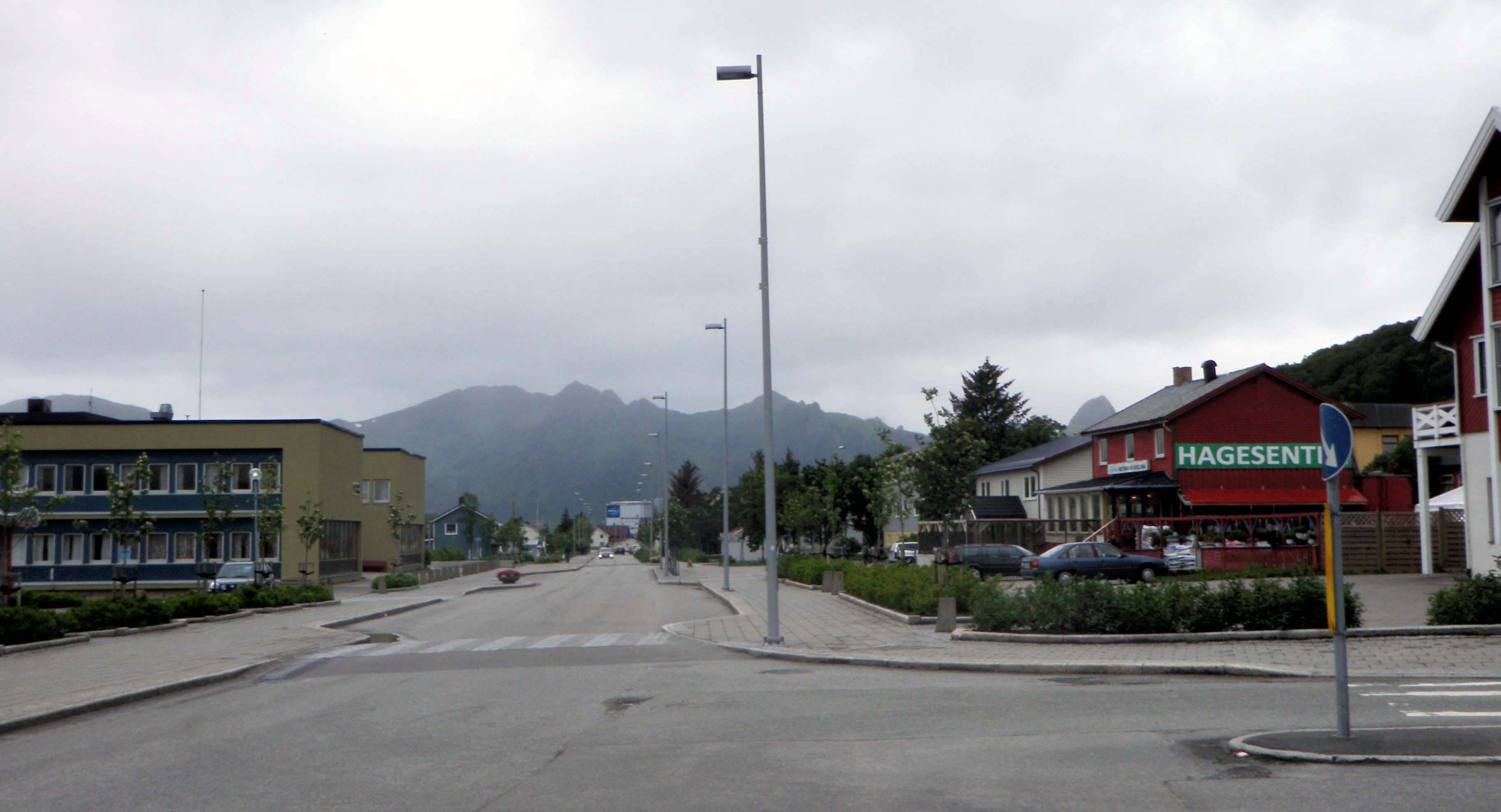
Die Hauptstraße Storgata im Ortskern von Myre
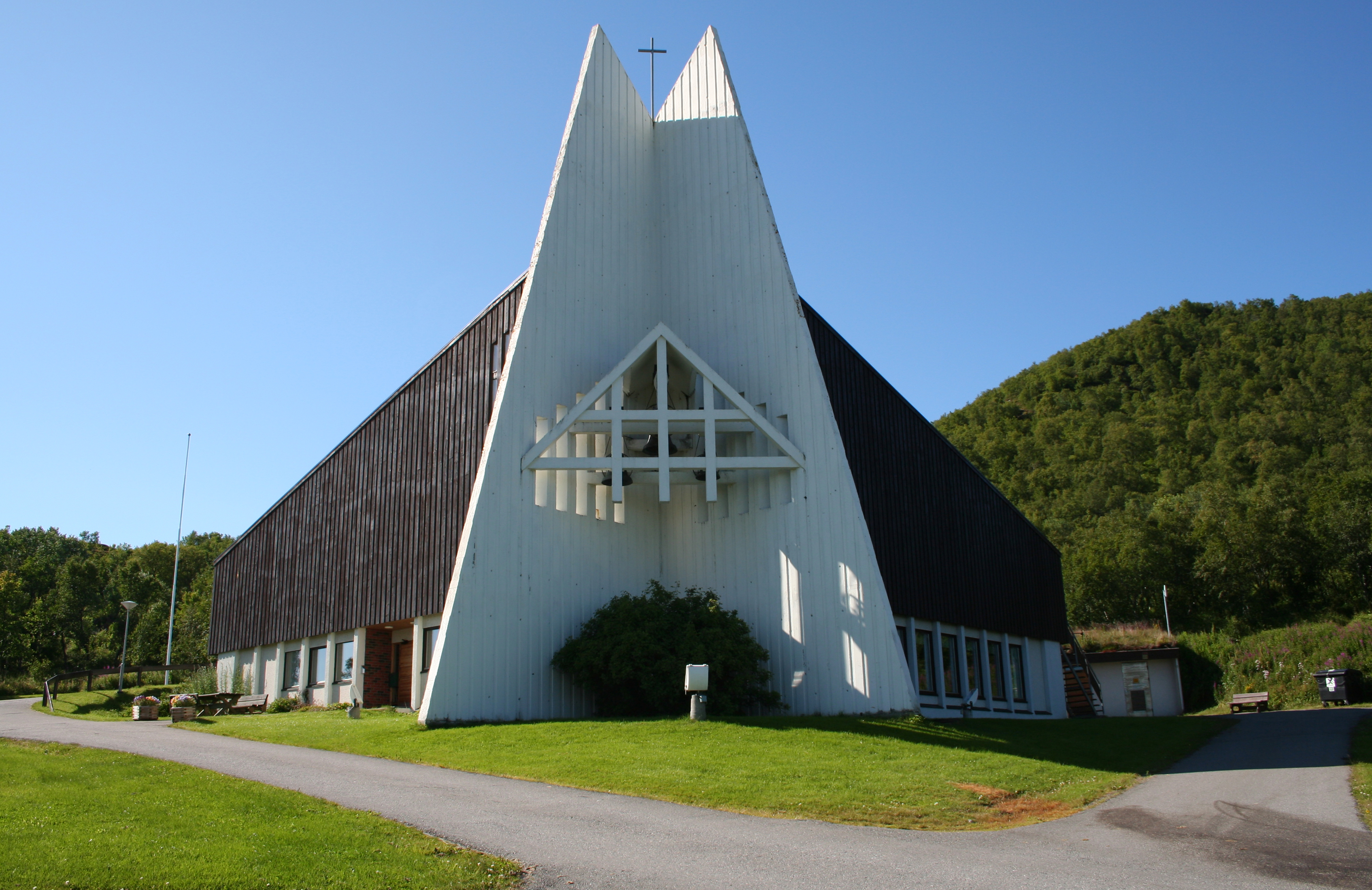
Myre kirke